# Thedgonia bellocensis
Thedgonia bellocensis är en svampart som först beskrevs av C. Massal. & Sacc., och fick sitt nu gällande namn av U. Braun 1992. Thedgonia bellocensis ingår i släktet Thedgonia, ordningen disksvampar, klassen Leotiomycetes, divisionen sporsäcksvampar och riket svampar.   Inga underarter finns listade i Catalogue of Life.